# Fiat 1400/1900
Los Fiat 1400 y  1900 son una familia de automóviles producidos por FIAT desde 1950 hasta 1958 en versiones berlina, cupé y cabriolet. Fuera de Italia los SEAT 1400 y 1400 "B" entre otros pertenecieron a la misma familia.

## Historia
El proyecto del nuevo modelo, Tipo 101, según la nomenclatura interna de Fiat- fue originalmente lanzado para reemplazar el Fiat 1100 y finalmente a otro modelo de preguerra, el 1500 E.

Montaje de la particular suspensión/transmisión del 1400.

El  Fiat 1400 fue presentado en el Salón del Motor de Ginebra en marzo de 1950, siendo el primer FIAT diseñado después de la Segunda Guerra Mundial y también el primero con carrocería autoportante. A diferencia del resto de los Fiat contemporáneos, entonces basados en modelos o proyectos de preguerra, el diseño del 1400 comenzó desde cero en 1947 con créditos blandos concedidos por la Administración de Cooperación Económica perteneciente al Plan Marshall. 
Para el diseño de la carrocería autoportante, Fiat recurrió a la Budd Company de Detroit, que proporcionó la asistencia técnica necesaria para el moldeo y soldadura de planchas de metal; a tal fin Fiat envió un equipo a Estados Unidos al mando  Giuseppe Alberti. Dada la mala calidad de las planchas producidas en la factoría de Fiat en Mirafiori, la Budd también estaba a cargo de la construcción de los moldes y paneles en el equipo de montaje. Para el diseño se optó por seguir el de los Kaiser y Frazer Special  de 1947 que se habían adelantado al resto de la industria norteamericana basada aún en diseños de preguerra, experimentado por primera vez el sistema ideado por la Budd.
Las suspensiones y transmisión también estaban adaptadas a la carrocería autoportante, el tren delantero empleaba ya una suspensión independiente por triángulos superpuestos con muelles (muy distinta de la suspensión Dubonnet del 1500 E) y un novedoso eje rígido trasero de procedencia Cisitalia Monoposto, que adoptaba una de las primeras transmisiones hotchkiss con suspensión por muelles en Europa mediante el empleo de ballestines de empuje y reacción y guiado lateral mediante varillas de anclaje transversales articuladas al puente y unidas a la carrocería mediante platinas triangulares . Los frenos eran de tambor a las cuatro ruedas con el de mano actuando sobre la transmisión.

## Versiones
Presentado como Fiat 1400, el nuevo sedán con carrocería de cuatro puertas estaba equipado con un motor de 44 CV suficientes para alcanzar una velocidad máxima de 120 km/h. Se trataba de un motor de diseño modular que manteniendo el diámetro del cilindro permitía cilindradas de hasta 2000 cc mediante el aumento de la carrera del pistón, razón por la que pese a su carrera corta el bloque motor era notablemente alto.
En 1953, el 1400 fue el primer vehículo italiano en adoptar un motor diésel: bautizado como Diesel 1400, estaba equipado con un propulsor de 1901 cm³ de cilindrada y 40 CV con inyección Fiat (Licencia
Bosch) a alta presión, utilizado también en el camión ligero Fiat 615 y en el todoterreno Fiat Campagnola.

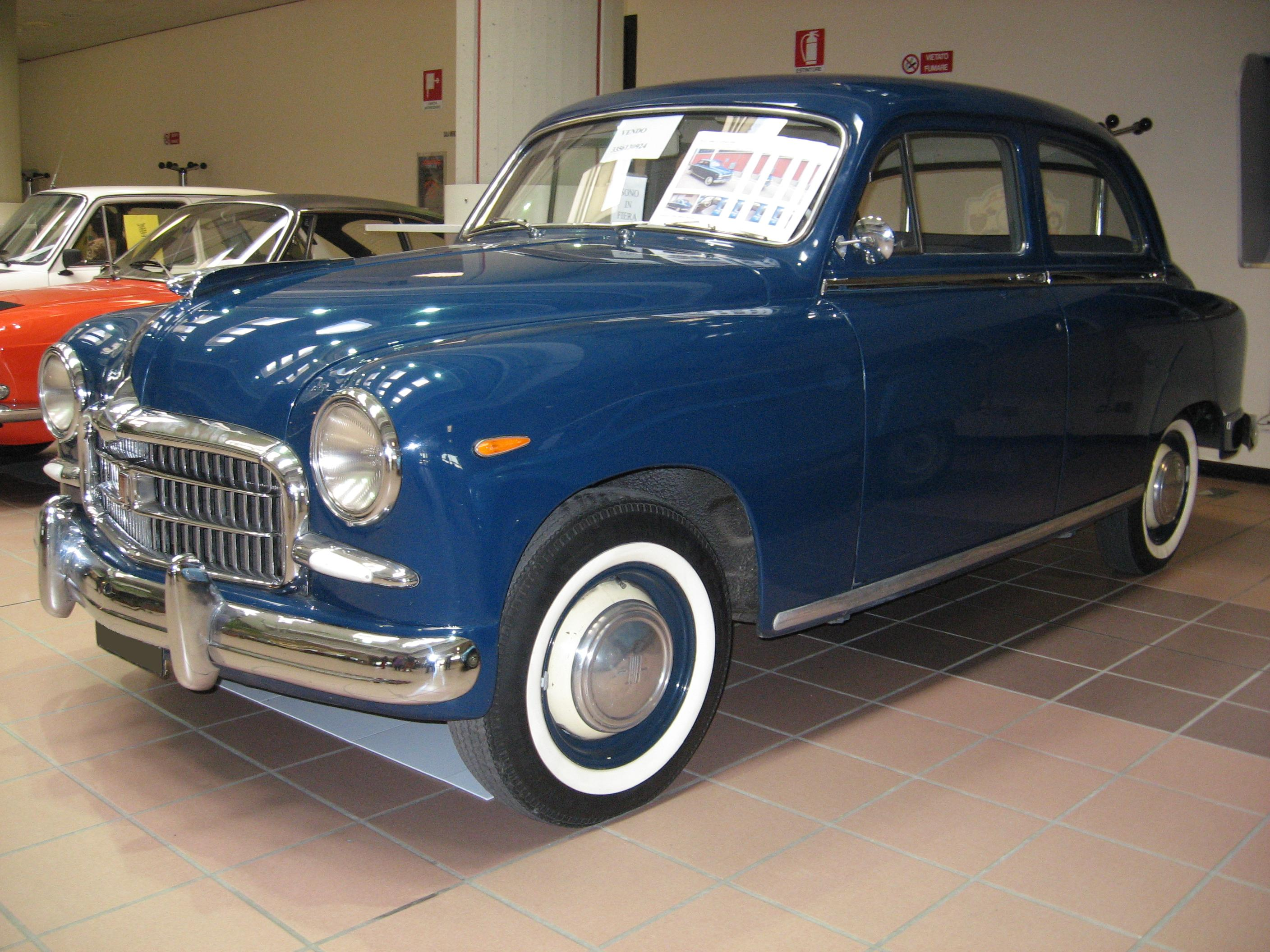
Fiat 1400 (tercera serie)

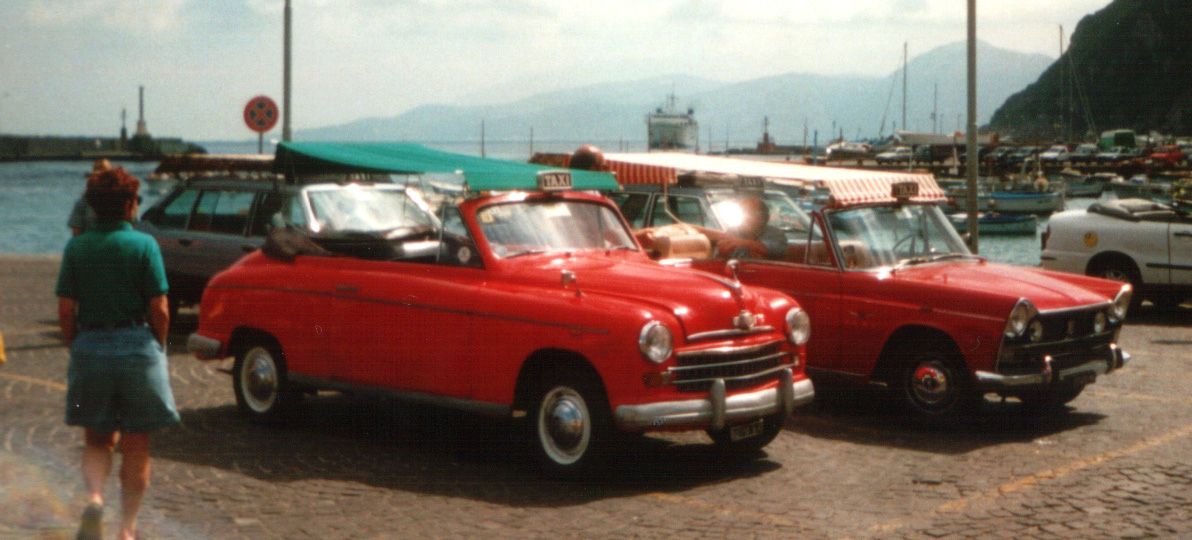
Taxis descapotables en Capri, un 1400 Cabriolet y su sucesor

Utilizando la misma carrocería del 1400 sedán, en 1952 se presentó el "Fiat 1900", con el desplazamiento del motor aumentado hasta los 1900 cc y una potencia máxima de 58 CV, un vehículo que destacaba por resolver el problema de las vibraciones inherentes a los motores de cuatro cilindros de alta cilindrada aislando el motor de la caja de cambios mediante un embrague hidráulico Föttinger, lo que permitía obtener una suavidad de manejo a la de un motor de seis cilindros, aun a costa de un precio elevado. El 1900 se anunciaba destacando su interior mucho más refinado, mejor equipado (incluso con radio de serie) y resaltando su caja de cambios de cinco velocidades con conector hidráulico.
Entre las versiones especiales, sobre el 1400 se desarrolló una versión convertible, construido por la Sección de Carrocerías Especiales, muy utilizado como taxi en Capri y como vehículo de la policía de tráfico italiana. En el 1900, el cabriolet se denominaba 1900 Torpedo y sobre él se construyó un exitoso sedán de dos puertas y techo fijo denominado 1.900 Granluce, con el rendimiento del motor aumentado a 60 CV. Otro cupé distinto fue el diseñado por el carrocero Ghia sobre la carrocería original del 1400. El carrocero independiente Francesco Lombardi diseñó una versión limusina 8 plazas.
En 1954 se introdujo una actualización estética denominada 1400 A, que contaba con un motor de gasolina con 6 CV más y un diésel con 3 CV más. El 1900 también fue actualizado, convirtiéndose en 1900 A con el motor de 70 CV.
En 1956, el 1400 A fue sustituido por el 1400 B con la potencia aumentada a 58 CV y un mejor acabado, similar al del 1900 con el que de hecho compartía la calandra con luz de niebla central. En el exterior, el 1400 B y el posterior 1400 B Especiale podían llevar una llamativa pintura bicolor siguiendo la moda de Estados Unidos. También se hicieron cambios similares en el 1900 B, mejorado aún más hasta los 80 CV y equipado con freno asistido y neumáticos sin cámara.
Se mantuvo en fabricación hasta 1958, cediendo su lugar en la cadena de producción a los Fiat 1800/2100, aunque indirectamente también se considera predecesor de los Fiat 1300/1500. Su producción estimada alcanzó unas 200.000 unidades, de las que 179.000 eran del modelo 1400 y poco más de 19.000 eran del modelo 1900.

## El Fiat 1400/1900 fuera de Italia
- En España, SEAT fabricó el SEAT 1400 sobre el tipo Fiat 101 al que pertenece el Fiat 1400, en versiones SEAT 1400, 1400 A y 1400 B, manteniéndose la producción hasta la presentación del SEAT 1400 C que ya pertenecía al nuevo tipo Fiat tipo 112. La primera unidad del coche producido bajo licencia por la casa española salió de la línea de montaje el 10 de mayo de 1953. Se fabricaron en total 50.157 unidades.
- En Yugoslavia, lo produjo Zastava[6] entre 1954 y 1960, tanto en versiones 1400 como 1900.[7]
- En Austria, Steyr, socia de Fiat hasta 1975, produjo el 1900 bajo el nombre de Fiat Steyr 2000 (equipado con un motor de 2 litros de producción local).
- En Alemania, en el marco del acuerdo en vigor en ese momento con NSU (que posteriormente se convirtió en Fiat Neckar) fue comercializado como NSU-FIAT 1400.

## Reconocimientos
- En 1952, el Fiat 1400 ganó la Copa de Europa, un premio patrocinado por la revista francesa L'Auto-Journal, con la mejor puntuación en velocidad, confort, suspensión, frenado, aceleración y consumo de combustible. Resultó el mejor entre todos los otros coches europeos.[3]